# Сіретський заказник
Сіре́тський зака́зник — іхтіологічний заказник місцевого значення в Україні. Розташований у межах Сторожинецького та Вижницького районів Чернівецької області, від села Панка вгору за течією річки Серет (притока Дунаю). 
Площа 5019 га. Статус надано 2001 року. Перебуває у віданні сільських рад: Ст. Жадова, Панка, Комарівці, Ропча, Н. Бросківці, Чудей, Ст. Бросківці, Банилів Підгірний, Давидівці, Буденець, Н. Петрівці, В. Петрівці, Іжівці, Красноїльськ (Сторожинецький район) і Берегомет, Долішній Шепіт, Мигово, Лукавці (Вижницький район). 
Статус надано з метою збереження на річці Серет нерестовищ цінних видів риб: форелі райдужної, форелі струмкової, марени карпатської, чопа, гольця.